# شهرستان جلفا
شهرستان جلفا یکی از شهرستان‌های استان آذربایجان شرقی است که در ناحیهٔ شمال و شمال‌غرب این استان واقع شده‌است. مرکز این شهرستان شهر جلفا است. شهرستان جلفا پیشتر یکی از بخش‌های شهرستان مرند محسوب می‌شد که به دلیل گسترده شدن شهر در سال ۱۳۷۴ به شهرستانی مستقل تبدیل شد.

## موقعیت جغرافیایی
شهرستان جلفا در شمال کوه کیامکی و در حاشیهٔ جنوبی رود ارس واقع است. این شهرستان از جنوب به شهرستان مرند و شهرستان ورزقان، از خاور به شهرستان کلیبر، از باختر به استان آذربایجان غربی و از شمال به جمهوری آذربایجان و ارمنستان محدود است. این شهرستان در گذشته تابع شهرستان مرند بود که بعداً با الحاق برخی روستاهای دیزمار ارسباران به مرکزیت خاروانا تحت عنوان بخش سیه رود یا دیزمار غربی به شهرستان تبدیل شد. بیشتر مکان‌های تاریخی و اماکن مذهبی و جنگلی-توریستی این شهرستان در دیزمار غربی و در روستاهای کردشت، اشتبین، نوجمهر، دوزال و … قرار دارند.قرار گرفتن شهرستان جلفا در حاشیهٔ رود ارس، قرار گرفتن این شهرستان در مرز ایران با جمهوری آذربایجان و ارمنستان و قرار گرفتن در منطقهٔ تجاری ارس ، این شهرستان را به یکی از شهرستان های با ظرفیت اقتصادی بالا تبدیل کرده است.

## جمعیت
جمعیت شهرستان جلفا طبق آخرین آمار که بر اساس سرشماری عمومی نفوس و مسکن سال ۱۳۹۵ منتشر شده‌است، ۶۱٬۳۵۸ نفر می‌باشد که از این تعداد ۵۳٬۳۵۲ نفر در بخش مرکزی و ۸٬۰۰۶ نفر در بخش سیه رود ساکن اند. هم چنین جمعیت شهر جلفا ۸٬۸۱۰ نفر، شهر هادی شهر ۳۴٬۳۴۶ نفر و شهر سیه رود ۱٬۵۴۸ نفر است. زبان اهالی ترکی آذربایجانی بوده و با لهجهٔ محلی خود سخن می‌گویند. بیشتر مردم پیرو مذهب شیعه ۱۲ امامی هستند.شغل بیشتر ساکنان این شهر کشاورزی و دامداری است. البته به‌دلیل مرکزیت و اداری بودن جلفا و وجود ادارات مختلف دولتی و خصوصی در آن، عده‌ای نیز به‌کار در این‌گونه مراکز مشغول شده‌اند و عده‌ای از مردم این شهر نیز به کار تجارت با کشور‌های همسایه مشغول هستند.

## آثار تاریخی و دیدنی

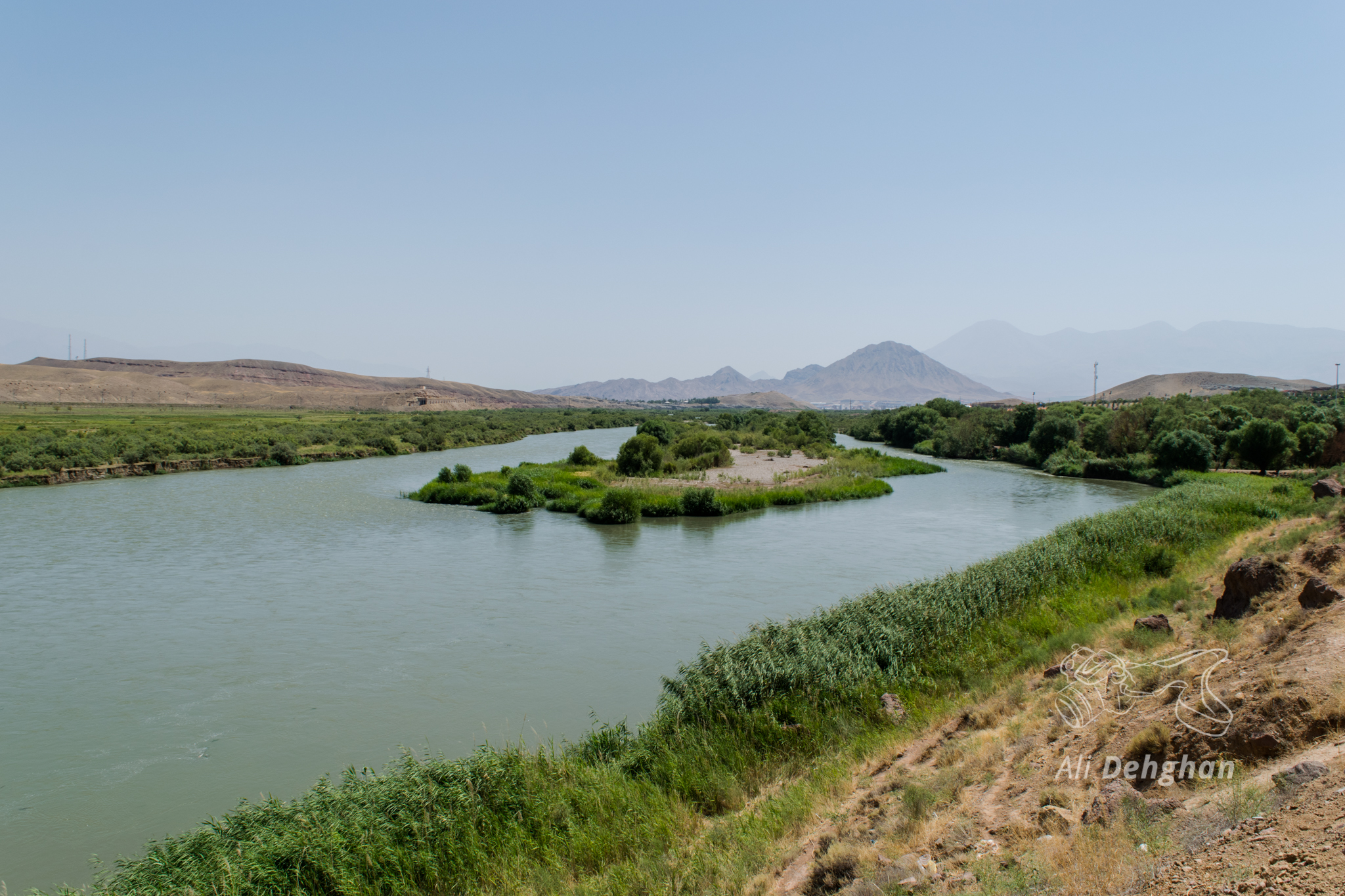
نمای زیبای ارس در مرزی‌ترین نقطه ایران

شهرستان جلفا به دلیل داشتن آثار تاریخی و دیدنی فراوان یکی از شهرستان‌های دیدنی استان آذربایجان شرقی محسوب می‌شود. از مهم‌ترین آثار تاریخی و دیدنی این شهرستان آرامگاه سید ابوالقاسم نباتی، برج دوزال، حمام کردشت، کلیسای سنت استفانوس، کلیسای ننه مریم، کاروانسرای خواجه نظر، کلیسای چوپان، آسیاب خرابه، روستای اشتبین، کلیسای مریم مقدس، امامزاده سید محمد جلفا، زیارتگاه بابا یعقوب، قلعه علی بیگ، حمام تاریخی جلفا، امامزاده سید ابراهیم و قلعه کردشت، پارک کوهستان هستند.

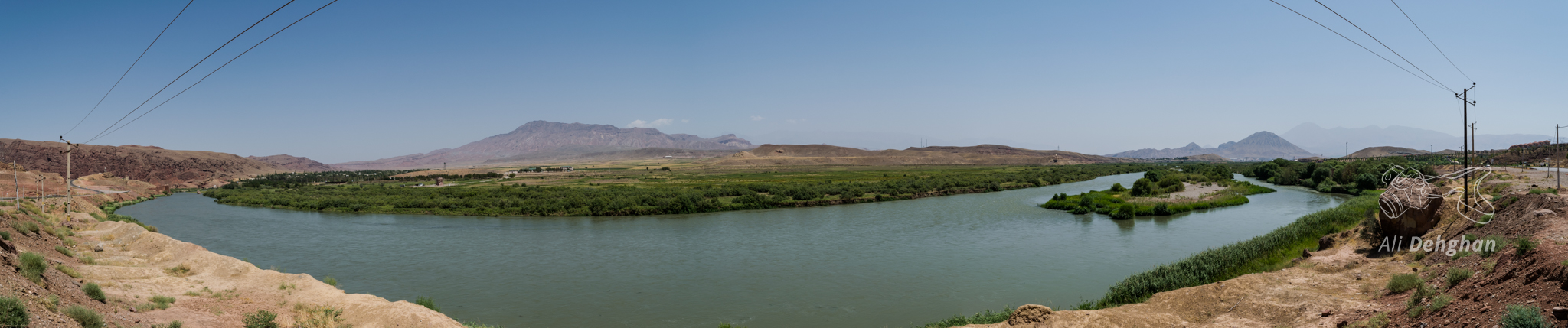
رودخانه ارس

## تقسیمات کشوری
بخش جلفا که از توابع شهرستان مرند بود در سی‌ام شهریور ۱۳۲۷ به تصویب هیئت وزیران با به هم پیوستن جلفا با دهستان علمدار گرگر تشکیل شد. بعد ها در سال ۱۳۷۴ از بخش به شهرستان تبدیل شد و از سیستم اداری شهرستان مرند استقلال یافت
تقسیمات کنونی شهرستان جلفا از این قرار است:
- بخش مرکزی شهرستان جلفا
  - دهستان شجاع
  - دهستان ارسی
  - دهستان داران

شهرها: جلفا و هادی‌شهر (جلفا)
- بخش سیه‌رود
  - دهستان دیزمار غربی
  - دهستان نوجه‌مهر

شهرها: سیه‌رود